# Moyeuvre-Petite
Moyeuvre-Petite – miejscowość i gmina we Francji, w regionie Grand Est, w departamencie Mozela.
Według danych na rok 1990 gminę zamieszkiwało 589 osób, a gęstość zaludnienia wynosiła 108 osób/km² (wśród 2335 gmin Lotaryngii Moyeuvre-Petite plasuje się na 539. miejscu pod względem liczby ludności, natomiast pod względem powierzchni na miejscu 970.).